# União das Freguesias de Podence e Santa Combinha
Die União das Freguesias de Podence e Santa Combinha, kurz Podence e Santa Combinha ist eine Gemeinde (Freguesia) im Kreis (Concelho) Macedo de Cavaleiros in der Region Alto Trás-os-Montes, im Nordosten Portugals.

## Geschichte
Die Gemeinde entstand im Zuge der Gebietsreform vom 29. September 2013 durch die Zusammenlegung der ehemaligen Gemeinden Podence und Santa Combinha.
Podence wurde Sitz der neuen Verwaltung.

## Demographie
| Freguesia | Freguesia                | Freguesia | Freguesia       | ehemalige Freguesias | ehemalige Freguesias | ehemalige Freguesias | ehemalige Freguesias |
| --------- | ------------------------ | --------- | --------------- | -------------------- | -------------------- | -------------------- | -------------------- |
| Wappen    | Freguesia                | Einwohner | Fläche in (km²) | Wappen               | Freguesia            | Einwohner            | Fläche in (km²)      |
|           | Podence e Santa Combinha | 306       | 19,46           |                      | Podence              | 250                  | 14,56                |
|           | Podence e Santa Combinha | 306       | 19,46           | Santa Combinha       | 56                   | 4,90                 |                      |